# ليو بيكا تاهيتي
ليو بيكا تاهتي (من مواليد 22 يونيو 1983 في بوري، فنلندا) هو رياضي فنلندي في ألعاب القوى وبارالمبي يتنافس بشكل رئيسي في سباقات السرعة من فئة T54.

## مسيرته

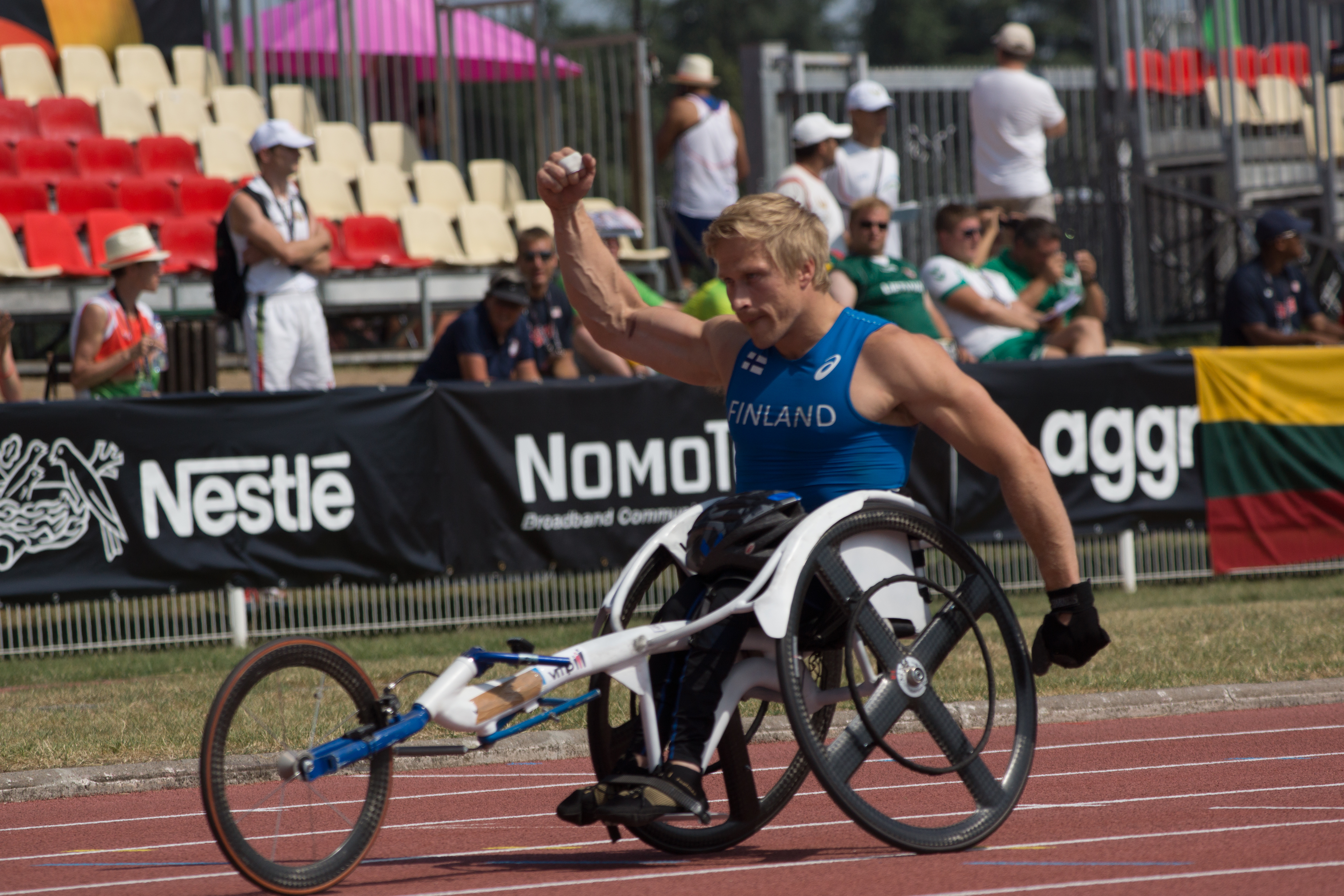
تاهتي في بطولة العالم لألعاب القوى لذوي الاحتياجات الخاصة 2013

فاز بالميدالية الذهبية في سباقي 100 متر و 200 متر في الألعاب البارالمبية الصيفية 2004 في أثينا، اليونان. كما تنافس في الألعاب البارالمبية الصيفية 2008 في بكين، الصين، وفاز بميدالية ذهبية في سباق 100 متر للرجال – T54 وميدالية برونزية في سباق 200 متر للرجال – T54. في أولمبياد 2012 للمعاقين في لندن، المملكة المتحدة، فاز بالميدالية الذهبية في سباق 100 متر T54 بعد تسجيل رقم قياسي عالمي جديد 13.63 في جولة التصفيات. فاز بميدالية ذهبية في سباق 100 متر T54 في الألعاب البارالمبية الصيفية 2016. وفاز بميدالية فضية في سباق 100 متر T54 في الألعاب البارالمبية الصيفية 2020.